# Dimitrios Liantinis
Dimitrios Liantinis (* 23. Juli 1942 in Lakonia; † 1. Juni 1998 (?) in Taygetos) war ein griechischer Philosoph, Professor für Erziehungsphilosophie und Didaktik der altgriechischen und neugriechischen Sprache an der Universität Athen und Autor philosophischer Bücher. 

## Leben
In seinem didaktischen und schriftlichen Werk befasst sich Dimitrios Liantinis mit der Philosophie der Dichtung, der Philosophischen Anthropologie und der Philosophie der Erziehung. Selbst Dichter und ausgezeichneter Kenner der griechischen Sprache in ihrer langen Geschichte, schrieb er in neugriechischer Sprache, die sofort stilistisch erkennbar ist. Er hat an der Universität Athen griechische Philologie studiert (Diplom 1966) und die deutsche Sprache an der Universität München (1970–72). Promoviert hat er in Philosophie an der Universität Athen (1977) mit dem Thema Der Einfluss des griechischen Geistes in den Duineser Elegien von Rainer Maria Rilke. Seine Bücher sind Bestseller in Griechenland geworden. Das Problem des Todes ist in seinen Schriften und Gedichten, schon in seiner Dissertation über Rilke, in Verbindung mit dem Eros besonders geprägt. 
Dimitrios Liantinis hat Nikolitsa Georgopoulou, Professorin für Philosophie an der Theologischen Fakultät der Universität Athen, geheiratet. Ihre Tochter, Diotima Liantini, ist auch Professorin für Kunstgeschichte und Museumsdidaktik in der Universität Athen. Prof. Liantinis ist am 1. Juni 1998 vom gemeinsamen Athener Haus unbekannterweise verschwunden. Nachforschungen der Polizei ergaben, dass Liantinis mit einem Taxi in die Berge um Sparta gefahren sei. Sein Verschwinden hatte Liantinis in schriftlichen Belegen angedeutet, und zwar in einem Abschiedsbrief an seine Tochter. - Im Juli 2005 wurde in einer Höhle in 2000 m Höhe auf dem Berg Taygetus unter mysteriösen Umständen eine Leiche gefunden, die, mit vielen Fragezeichen, als seine Leiche von der Polizei anerkannt worden ist. Das Mysterium seines Verschwindens aber bleibt weiterhin ungeklärt.

## Schriften
- Die Duineser Elegien von Rainer Maria Rilke (Philosophische Untersuchung)
- Philosophische Interpretation der Dichtung vom griechischen Nationaldichter Dionysios Solomos
- Friedrich Nietzsche: Ecce Homo
- Die Dichtung vom Nobelpreisträger Giorgos Seferis in philosophischer Ansicht
- Homo educandus. Philosophie der Erziehung
- Stoa und Roma. Der Einfluss der stoischen Philosophie auf die Politik Romas.
- Ellinika. Die Didaktik der griechischen Sprache und Literatur.
- Gemma. Ein Buch mit Schwerpunkten: Gott, Eros, Tod
- Die Stunden der Sterne (Gedichte)